# Charles de Naples et Sicile (1775-1778)
Titre
Prince héritier du royaume de Naples et de Sicile
4 janvier 1775 – 17 décembre 1778
(3 ans, 11 mois et 13 jours)
Charles de Naples et de Sicile (4 janvier 1775 – 17 décembre 1778) fut duc de Calabre en tant qu'héritier du trône de Naples et de Sicile.

## Biographie
Né au palais de Caserte près de Naples, Charles fut connu comme le duc de Calabre en tant que l'héritier apparent du trône de son père. Sa mère était la fille de l'impératrice Marie-Thérèse et ainsi la sœur de Marie Antoinette.
Membre de la maison de Bourbon, il fut prince de Naples et de Sicile dès sa naissance. Il était le prince héréditaire de Naples. Sa naissance permit à sa mère d'entrer au Conseil d'État, ce qui était une des clauses du contrat de mariage de ses parents.
Charles mourut de la variole à l'âge de trois ans. 
Charles fut enterré à la basilique Sainte-Claire de Naples.

## Titres et styles
- 4 janvier 1775 - 17 décembre 1778 : Son Altesse Royale Don Charles, duc de Calabre, prince héréditaire de Naples et de Sicile